# 安打

成功打擊安打後選手跑向一壘。

安打（英語：Hit，縮寫為「H」），是棒球運動中的一個名詞，指打者把投手投出來的球擊出到界內，使打者本身能至少安全上到一壘的情形。但有兩種情形之下，不計為安打：一是因為對手球員的守備失誤才造成安全上壘。二是因為守備球員選擇試圖讓其他壘上的跑者出局，才造成打者安全上壘，這種情形稱作野手選擇。

## 安打的種類
- 安打可依照打者本身到達的壘包，可分為一壘安打、二壘安打、三壘安打及全壘打四種。但如果因為防守方守備失誤，造成的額外進壘，則以原來不失誤的情形所應能上到的壘位來記錄。如果是因為防守方傳球到其他壘位試圖阻殺跑者造成打者的額外進壘，則視為趁傳進壘，即使沒有守備失誤仍以原來正常傳球時所應能上到的壘位來記錄。
- 依安打到的位置，可分為內野安打、外野安打，其中內野安打由於球擊得不遠，多半是一壘安打，且多半是跑壘速度快的打者才容易擊出，如目前在美國職棒大聯盟邁阿密馬林魚的日籍球員鈴木一朗就是經常擊出內野安打的好手，2004年破紀錄的262支安打中，就有高達60支內野安打。
- 按安打球飛行的方式，一般可分為高飛安打、平飛安打及滾地安打。另有一種稱為「德州安打」，是由一名德州棒球教練所發現，是指打得不甚強勁的飛球，剛好掉落在內野手及外野手之間落地而形成的幸運安打，又被稱作「三不管地帶的安打」。
- 若在九局下半或延長賽下半，後攻隊伍和對方分數相同或落後，而因為安打得分使分數領先時，比賽直接結束，後攻隊伍獲勝，而最後得分的安打就稱為再見安打。
- 在防守方沒有守備失誤的情況下，如果打者擊出安打但是因為冒險進壘而在壘包上出局時，除了在一壘出局不記安打之外，如果在二壘出局記一壘安打，在三壘出局記二壘安打，在本壘出局記三壘安打。
- 打者如果擊出全壘打，但是在繞壘的過程中漏踩壘包而被防守方促請裁決判定出局時，則依據其漏踩的壘位記錄安打種類。漏踩一壘不記安打，漏踩二壘記一壘安打，漏踩三壘記二壘安打，漏踩本壘記三壘安打。

## 安打的重要性
安打的出現，除了可讓本身上壘，以增加得分機會之外，同時能推進甚至直接讓壘上的跑者回本壘得分，因此是棒球中攻擊方最重要的得分利器，連續的安打更是棒球比賽中大量得分很好的方式。因此球員擊出安打的能力，最受到重視，也因此，除了打擊率（每個打數擊出安打的比率）受到重視之外，安打數最多的球員也經常能獲得職棒的獎項，如中華職棒便設有安打王的獎項。

## 外部連結
- 安打在台灣棒球維基館上的頁面（繁體中文）